# بهاءالدین سام یکم
بهاءالدین سام یکم سلطان دودمان غوریان در حدود سال‌های ۱۱۴۹ بود. او به‌جای برادرش سیف‌الدین سوری بر تخت نشست. وقتی قطب‌الدین محمد غوری، در ۵۴۴ق از فیروزکوه به غزنین لشکر کشید، بهاءالدین سام به فیروزکوه رفت و در غیاب برادرش به فروانروایی پرداخت. اما بعد از واقعهٔ قتل برادرش، سیفُ‌الدّین سوری، به‌دست بهرام‌شاه غزنوی، وی فیروزکوه را به برادر دیگرش، علاءُالدّین حسین جهانسوز سپرد و به قصد انتقام به‌سوی غزنین لشکر کشید، اما در میانهٔ راه درگذشت. بهاءالدین سام در مدت کوتاه فرمانروایی‌اش، شهر فیروزکوه را بنیاد نهاد و برای حفاظت از آن چهار قلعه ساخت.